# Nalmefen
Nalmefen ist ein Opioidantagonist, der  in den 1970er Jahren entwickelt wurde. Früher als Antidot zur Behandlung von Opiatvergiftungen verwendet, kommt es seit 1. September 2014 in der Behandlung der Alkoholkrankheit zum Einsatz.

## Pharmakologische Eigenschaften

### Wirkungsmechanismus
Nalmefen bindet selektiv an die Opioidrezeptoren. Es weist eine antagonistische Aktivität an den μ- und δ-Rezeptoren und eine partielle agonistische Aktivität an den κ-Rezeptoren auf.
Akuter Alkoholkonsum führt zu einer Dopaminfreisetzung im mesolimbischen System, das als „positives Belohnungssystem“ fungiert und eine Rolle in der Suchtentwicklung spielt. Man nimmt an, dass Nalmefen cortico-mesolimbische Funktionen moduliert, positive Verstärkung unterdrückt und so den Alkoholkonsum zu reduzieren vermag.

### Pharmakokinetik
Nach oraler Gabe wird die maximale Plasmakonzentration nach 1 – 1,5 Stunden erreicht; die Halbwertszeit beträgt 13 Stunden. Am Wirkort, dem Gehirn, werden bis zu 100 % der µ-Opioidrezeptoren innerhalb von drei Stunden belegt. Die Belegung klingt nur langsam ab – so sind 50 Stunden nach Einnahme noch mehr als die Hälfte der Rezeptoren blockiert. Nach Resorption wird Nalmefen rasch und umfassend verstoffwechselt und primär renal ausgeschieden. Der Hauptmetabolit ist Nalmefen-3-O-glucoronid.

## Anwendung zur Behandlung der Alkoholkrankheit
Nalmefen wurde im März 2013 in der EU und ist seit 1. September 2014 auch in Deutschland unter dem Handelsnamen Selincro zugelassen zur Reduktion des Alkoholkonsums bei erwachsenen Patienten mit Alkoholabhängigkeit, deren Alkoholkonsum sich auf einem hohen Risikoniveau befindet und die keine körperlichen Entzugserscheinungen aufweisen. In Studien erwies es sich als geeignet für Patienten, die in einem höheren Risikobereich trinken (Männer mehr als 60 Gramm reinen Alkohol pro Tag, Frauen mehr als 40 Gramm reinen Alkohol pro Tag, gemäß WHO drinking risk levels, DRLs), ihre Trinkmenge nicht ohne medikamentöse Unterstützung reduzieren können und nicht so schwer erkrankt sind, dass der Entzug aufgrund von Entzugssymptomen stationär durchgeführt werden muss. Selincro wird nach Bedarf eingenommen, d. h., wenn der Patient annimmt, in eine Situation zu kommen, die mit Alkoholkonsum einhergeht, oder er ein anderweitiges Risiko verspürt, Alkohol zu trinken, ist Selincro möglichst ein bis zwei Stunden vor dem angenommenen Alkoholkonsum einzunehmen.

### Wirksamkeit
Die Zahl der schweren Trinktage (mehr als 60 Gramm (Männer) bzw. 40 Gramm (Frauen) reiner Alkohol pro Tag) unter den Patienten, die zu Beginn auf hohem Risikolevel tranken und ihre Trinkmenge ohne medikamentöse Therapie nicht reduzieren konnten, sank in den beiden Zulassungsstudien innerhalb von 24 Wochen von durchschnittlich 23 auf 10 bzw. 9 Tage pro Monat. Die Reduktion der Alkoholtrinkmenge entsprach im gleichen Zeitraum knapp einer Flasche Wein. Patienten, die in den Studien Placebo erhielten, konnten ihre Trinkmenge auch in relevantem Maße reduzieren, allerdings nicht so stark wie die Patienten, die Nalmefen erhielten. Gleichzeitig war die Besserung des allgemeinen klinischen Zustandes und der Leberwerte bei Patienten mit Nalmefen stärker als bei Patienten mit Placebo. Beide Patientengruppen (sowohl die Nalmefengruppe als auch die Placebogruppe) erhielten die gleiche psychosoziale Unterstützung.

### Neben- und Wechselwirkungen
Nebenwirkungen, die von mehr als 10 % der Patienten in den Zulassungsstudien berichtet wurden, umfassten Schwindel, Übelkeit, Schlafstörungen, Müdigkeit, Kopfschmerzen und Entzündung des Nasen-Rachen-Raums. Diese Nebenwirkungen führten teilweise zur Beendigung der Medikation. Es ergaben sich jedoch kein Anhaltspunkte für in der Behandlung relevante Veränderungen von Laborparametern, Herz- und Kreislauffunktionen, Gewicht oder Stimmung. Die zeitgleiche Anwendung von Selincro und opioidhaltigen Arzneimitteln (z. B. bestimmte Husten- und Erkältungsmittel, bestimmte Mittel zur Behandlung von Durchfällen und bestimmte Schmerzmittel, auch Substitutionsmittel in der Behandlung der Opiatabhängigkeit), kann die Wirkung der vorgenannten Arzneimittel abschwächen oder aufheben. Relevante Wechselwirkungen zwischen Alkohol und Nalmefen werden nicht beschrieben.

## Pharmazeutische Informationen
Nalmefen ist verschreibungspflichtig. In Selincro wird der Wirkstoff in Form des Nalmefenhydrochlorid-Dihydrats eingesetzt (enthält 18,06 mg Nalmefen pro Tablette).